# Katastrofa lotnicza w Monsures (1923)
14 maja 1923 roku samolot francuskich linii Air Union – Farman F.60 Goliath rozbił się w miejscowości Monsures (departament Somma) we Francji. Przyczyną wypadku było oderwanie skrzydła. Zginęli wszyscy na pokładzie – 2 członków załogi i 4 pasażerów.

## Samolot
Farman F.60 Goliath to produkowany od 1919 roku bombowiec oraz samolot pasażerski. Francuskie przedsiębiorstwo Farman zbudowało ok. 60 sztuk tego modelu. Konstrukcja wykonana była z drewna i pokryta tkaniną. Napędem były dwa silniki Salmson 9Z, o mocy 424 KM lub 260 KM każdy. Prędkość maksymalna samolotu to 140 km/h. Po wstępnych testach podczas I Wojny Światowej postanowiono, że Farman F.60 bardziej przyda się jako samolot pasażerski. Przerobiony model kadłuba pozwalał na zabranie od 12 do 14 pasażerów na odległość do 400 km.

## Przebieg katastrofy
Samolot wystartował z lotniska w Le Bourget na przedmieściach Paryża o godz. 12:35 czasu lokalnego. Na pokładzie znajdowało się dwóch pilotów i 4 pasażerów. O 13:42 maszyna rozbiła się pod Monsures i stanęła w płomieniach. Świadek zdarzenia widział samolot na wysokości około 910 m, po czym zobaczył eksplozję w powietrzu. Maszyna spadła i zajęła się ogniem. Wszyscy na pokładzie zginęli, łącznie 6 osób. Jednym z nich był dyrektor ds. technicznych w Air Union. Przyczyną był defekt techniczny skrzydła, który przyczynił się do jego oderwania. Skrzydło znaleziono 180 metrów przed miejscem wypadku.